# Lúcio Tomé Feteira
Lúcio Tomé Feteira ComMAI • GCMAI (Marinha Grande, Vieira de Leiria, 21 de Dezembro de 1901/1902 — Lisboa, 15 de Dezembro de 2000) foi um grande industrial, empresário e filantropo português.

## Biografia
De uma família de empreendedores na indústria metalúrgica, de Vieira de Leiria - o pai, Joaquim Tomé Feteira, fundara em 1856 a Empresa de Limas União Tomé Feteira - que, não provindo da tradicional elite econômica portuguesa, constituiu um caso de sucesso industrial no século XIX português. 
A meio dos estudos liceais, Lúcio Tomé Feteira teve um primeiro emprego como aprendiz de pilotagem de navios da Marinha Mercante, mas depressa desistira desse oficio. 
Admitido no Instituto Superior de Comércio, no Porto, faltavam-lhe escassas cadeiras para terminar o Curso Superior de Comércio, quando decidiu partir (em 1922 ou em 1924), rumo a Angola. Conseguira entao um lugar como funcionário superior das Finanças, funções em que chegou a colaborar com o governador Norton de Matos. 
Ao fim de dois anos, enfadado com o serviço do Estado, resolveu seguir para o Congo Belga, como gestor de empresas privadas, chegando, em pouco tempo, a ser diretor de importantes organizações comerciais. Em resultado do seu trabalho, o rei Alberto I da Bélgica condecorou-o com a Ordem de Leopoldo II da Bélgica.
Regressaria a Portugal, quando o país vivia sob Ditadura Nacional, em 1931, e passou a fazer parte da Empresa de Limas União Tomé Feteira, fundada por seu pai e de que eram sócios os seus irmãos Entre 1931 e 1941 assumiu uma quota nessa empresa, vendendo-a aos irmãos no último desses anos. 
Essa fábrica de limas, criada em 1856, que foi uma das primeiras grandes organizações metalúrgicas nacionais, chegou a empregar 1200 trabalhadores e, dada a aceitação dos seus produtos no estrangeiro exportava a maior parte da sua produção, destinando menos de 1/5 ao mercado nacional. No Congresso Industrial Limeiro, de Paris, França, representando os interesses portugueses, Lúcio Tomé Feteira conseguiu brilhantes êxitos na luta contra poderosos trusts internacionais.
Entre 1934 e 1939 foi Presidente da Junta de Freguesia de Vieira de Leiria. 
Em 1935 tornou-se também Cônsul Honorário do Paraguai em Lisboa. 
Casou-se com Adelaide Guerra dos Santos, filha do industrial de vidros Dâmaso Luís dos Santos. 
Interessando-se pela indústria do vidro, fundou a Companhia Industrial de Vidros, na Guia, concelho de Pombal. Logo aí iniciou obra de largo alcance social, concedendo aos operários bairros de habitação e regalias então inéditas no seu país. Mecanizou a fabricação da vidraça normal, pelo que Portugal passou a ter uma produção de nível europeu. Para tal, e com a ajuda do sogro, fundou a Companhia Vidreira Nacional (Covina), empresa onde juntaria todos os industriais portugueses do sector e onde ampliou a sua larga obra de assistência ao pessoal com realizações notáveis, dotando-os de Caixa de Reforma e Pensões, etc.
Em 1941, visitou o Brasil pela primeira vez, e, mais tarde, introduziu no país o negócio do fabrico mecânico de vidro plano e ali fundou duas grandes companhias, para a produção de chapa de vidro: a Companhia Vidreira do Brasil (Covibra) e a Companhia Paulista de Vidro Plano, para as quais obteve apoio entusiástico do Governo Brasileiro, e construiu duas fábricas, uma em São Gonçalo, no bairro de Neves (localidade também conhecida como Vila Lage), e outra em São Paulo. Naquele país esteve profundamente interessado noutras indústrias, como a da produção de sulfato de sódio e a metalúrgica. As fábricas multiplicar-se-iam, não só no Brasil, como na Argentina, no Uruguai e na Venezuela, permitindo-lhe investir noutros ramos, sobretudo em empreendimentos turísticos e imobiliários, mas também na indústria do cimento, na agricultura e na pecuária.
Próximo dos círculos financeiros, esteve entre os fundadores do Banco Comercial de Angola. Em Maricá, no Brasil, adquiriu uma propriedade onde tentou a construção de uma cidade de raiz, a que daria o nome de Olímpia, nome da sua irmã mais nova, que morreu jovem. Teve um papel crucial na construção do primeiro autódromo em Portugal, situado no Estoril, o Autódromo do Estoril.
Lúcio refugiou-se no Brasil, sempre que o poder, em Portugal, se interferia nos seus negócios, com políticas de condicionamento industrial. Influente, conheceu Calouste Gulbenkian, Valéry Giscard d'Estaing, Margaret Thatcher e David Rockefeller, deu emprego a Mário Soares no exílio, protegeu Humberto Delgado e Chaim Weizmann, e deu abrigo a Juscelino Kubitschek. Ainda em 1947, financiou um movimento revolucionário contra a ditadura, que custaria a prisão a João Lopes Soares e José Mendes Cabeçadas. Em Vieira de Leiria financiou a sopa dos pobres, escolas, a biblioteca, os bombeiros, a igreja e construiu um jardim-de-infância.
Na década de 1960 a sua fortuna chegou a ser considerada uma das 10 maiores do mundo.
Depois do 25 de Abril, viria a incompatibilizar-se com as gentes da sua terra natal, pela forma como trataram a sua família, que foi sequestrada dentro da fábrica. 
Não impediu também a estatização da Covina, hoje detida pela multinacional francesa Saint-Gobain Glass. 
Em 1987 recusou o convite de Mário Soares, para integrar o conselho das Ordens Honoríficas de Portugal.

### Polemica envolvendo a herança
Depois da sua morte, a sua herança estaria envolta numa polémica de grande atenção mediática, especialmente apos o assassinato da antiga secretária do milionário, Rosalina Ribeiro. 
A filha única viva, havida fora do casamento em 1941, Olímpia de Azevedo Tomé Feteira de Meneses (falecida em 14 de Outubro de 2022) lutaria anos a fio na Justiça pela partilha da herança.
Também a Junta de Freguesia de Vieira de Leiria, incumbida, em testamento, de criar uma fundação, reclamava o acesso a parte da fortuna.
Entre os vários processos judiciais envolvendo a herança, em Portugal, constava um relativo ao desvio de dinheiro, depositado no BCP, por parte de Rosalina Ribeiro e um processo-crime contra o advogado e militante destacado social-democrata Duarte Lima por este não ter justificado a recepção dos milhões recebidos das contas de Rosalina.
No Brasil, Duarte Lima seria tambem acusado do homicidio da propria Rosalina Ribeiro. Em novembro de 2016, foi noticiado que Duarte Lima ia ser julgado em Portugal por esse facto.

### Condecorações
Possuía várias condecorações conferidas pelos governos de cinco países. 
A 5 de Outubro de 1936 foi feito Comendador da Ordem Civil do Mérito Agrícola e Industrial Classe Industrial, cujas insígnias lhe são oferecidas pelo povo da sua terra numa homenagem pública, em 1939.
A 30 de Junho de 1970 foi elevado a Grã-Cruz da Ordem Civil do Mérito Agrícola e Industrial Classe Industrial.
Recebeu do Paraguay o grau de Comendador da Ordem do Mérito.

## Família
Filho de Joaquim Tomé Feteira (Marinha Grande, Vieira de Leiria, 1846 / Porto de Mós, Mira de Aire, 7 de Março de 1847 - Marinha Grande, Vieira de Leiria, 28 de Julho / 29 de Agosto de 1918) e de sua segunda mulher Inácia da Piedade Sequeira (Marinha Grande, Vieira de Leiria - ?).
Casado com Adelaide Guerra dos Santos, a sua mulher faleceu em Lisboa, Nossa Senhora de Fátima, a 7 de Outubro de 2003. Dela teve um único filho, Lúcio Guerra Tomé Feteira (10 de Janeiro de 1942 - 1975).
Vários dos seus irmãos foram também Industriais: Albano Tomé Feteira, Comendador da Ordem Civil do Mérito Agrícola e Industrial Classe Industrial a 18 de Novembro de 1933, Francisco Tomé Feteira, Oficial da Ordem Civil do Mérito Agrícola e Industrial Classe Industrial a 5 de Outubro de 1931, João Tomé Feteira, Comendador da Ordem Civil do Mérito Agrícola e Industrial Classe Industrial a 18 de Novembro de 1933 e Raul Tomé Feteira, Comendador da Ordem Civil do Mérito Agrícola e Industrial Classe Industrial a 5 de Outubro de 1931. Foram, ainda, seu primo Manuel da Cunha Feteira, Oficial da Ordem Civil do Mérito Agrícola e Industrial Classe Industrial a 11 de Junho de 1935, e sua parente Isabel Rodrigues de Macedo Feteira, Oficial da Ordem do Mérito a 8 de Junho de 1996.